# Chiến tranh giải phóng Thụy Điển

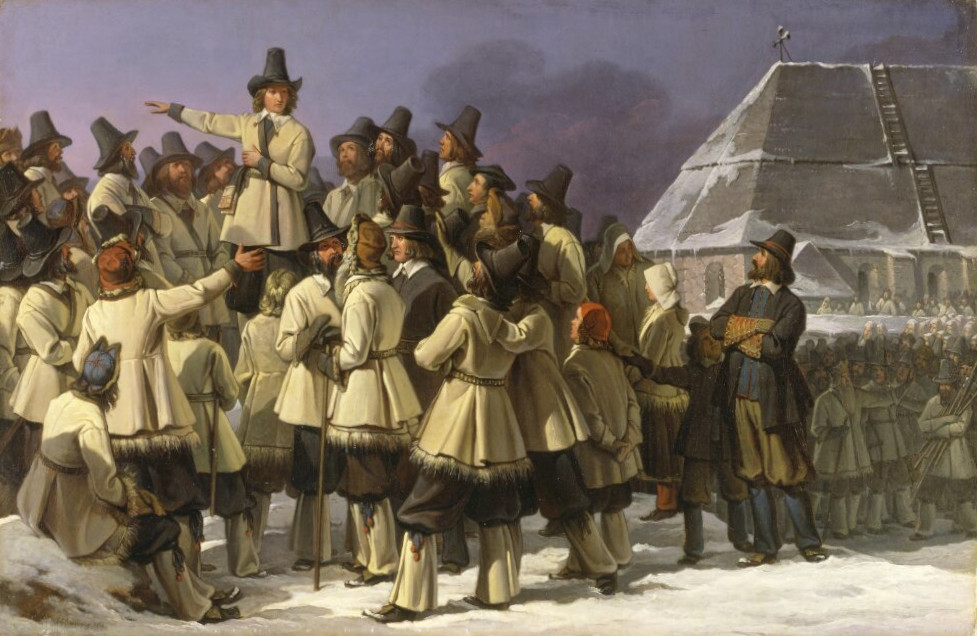
Gustav Vasa diễn thuyết trước những người Dalarna ở Mora.
Johan Gustaf Sandberg, tranh sơn dầu trên vải năm 1836.

Chiến tranh giải phóng Thụy Điển (1521–23) tiếng Thụy Điển: Befrielsekriget ("Chiến tranh giải phóng"), là một cuộc nổi dậy và nội chiến mà nhà quý tộc Thụy Điển Gustav Vasa đã lật đổ thành công vị vua Đan Mạch-Na Uy Christian II đóng vai trò là nhiếp chính của Liên minh Kalmar ở Thụy Điển. Cuộc chiến bắt đầu vào tháng 1 năm 1521 khi Gustav Vasa được bổ nhiệm làm hövitsman (chỉ huy) xứ Dalarna đại diện cho cư dân ở phía bắc tỉnh này. Sau khi Gustav Vasa cướp phá mỏ đồng Kopparberg và thị trấn Västerås, nhiều người đã tham gia quân đội của ông. Năm 1522, thành phố Lübeck của Hanse liên minh với nghĩa quân Thụy Điển. Sau khi chiếm Stockholm vào tháng 6 năm 1523, nghĩa quân đã kiểm soát một cách hiệu quả Thụy Điển vào ngày 6 tháng 6, Gustav Vasa được bầu làm vua Thụy Điển ở thị trấn Strängnäs. Đến tháng 9, Phần Lan thuộc Thụy Điển cũng nằm dưới quyền kiểm soát của những người ủng hộ Gustav Vasa. Hiệp ước Malmö ký ngày 1 tháng 9 năm 1524 thì Thụy Điển mới ly khai khỏi Liên minh Kalmar.

## Dalarna
Năm 1520, Gustav Vasa đi du lịch đến tỉnh Dalarna của Thụy Điển, cải trang thành một nông dân để tránh sự phát hiện của các mật thám Đan Mạch. Vào tháng 12, Gustav Vasa đến thành phố Mora để đề nghị đám nông dân giúp đỡ ông nổi dậy chống lại nhà lãnh đạo của Đan Mạch, Vua Christian II. Những người nông dân từ chối yêu cầu của ông, vì vậy Gustav Vasa quyết định đi về hướng Bắc để tìm kiếm những người sẽ ủng hộ cuộc nổi dậy của mình. Ngay sau đó, một vài người tị nạn đến Mora, nơi họ nói với những người nông dân về sự tàn bạo của Christian II và triều thần của nhà vua. Người dân Mora sau đó quyết định tìm Gustav Vasa và tham gia vào cuộc nổi dậy của ông, họ đã gửi hai người trượt tuyết lành nghề đi kiếm Gustav Vasa. Cuối cùng họ cũng gặp được ông ở Sälen.
Trở lại Mora vào đêm giao thừa năm 1521, Gustav Vasa được những phái viên từ tất cả các giáo xứ Bắc Dalarna bổ nhiệm làm "hövitsman". Vào tháng 2, Gustav Vasa hành quân rời khỏi Mora với khoảng 100 binh sĩ và cướp phá Kopparberg, ngay sau đó giới nông dân của Bergslagen cũng tham gia vào cuộc nổi dậy. Quân đội của Gustav Vasa giờ đã phát triển đến hơn 1000 người.

## Trận Brunbäcks färja
Khi Christian II biết được tin tức về cuộc nổi dậy của người Thụy Điển, ông liền gửi quân xứ Landknechten tới trấn áp cuộc nổi loạn. Vào tháng 4 năm 1521, lực lượng Đan Mạch đối mặt với quân của Gustav Vasa tại bến phà Brunnbäck, và họ phải gánh chịu thất bại thảm hại. Chiến thắng này đã cải thiện rất nhiều tinh thần của quân Thụy Điển. Tại Dalecarlia, một kho bạc khẩn cấp được thành lập để sản xuất các đồng tiền đồng cần thiết nhằm tài trợ cho chiến tranh đang có xu hướng lan rộng.

## Västerås
Quân đội Thụy Điển tiếp tục tiến về phía nam tới Västerås mà họ chiếm được và cướp phá tan tành. Khi tin tức về thành công của Gustav Vasa lan truyền khắp Thụy Điển, phe ủng hộ của gia tộc Sture quyết định tham gia cuộc nổi dậy. Vào cuối tháng 4 năm 1521, Gustav Vasa đã kiểm soát được Dalarna, Gästrikland, Närke, và Västmanland.

## Các trận chiến
- Trận Falun (Tháng 2 năm 1521)
- Trận Brunnbäck Ferry (Tháng 4 năm 1521)
- Trận Västerås (29 tháng 4 năm 1521)
- Cuộc chinh phục Uppsala (18 tháng 5 năm 1521)
- Cuộc chinh phục Kalmar (27 tháng 5 năm 1523)
- Cuộc chinh phục Stockholm (16–17 tháng 6 năm 1523)